# Lac Cardinal Queen Elizabeth Provincial Park
Lac Cardinal Queen Elizabeth Provincial Park är en park i Kanada.   Den ligger i provinsen Alberta, i den centrala delen av landet, 3 100 km väster om huvudstaden Ottawa. Lac Cardinal Queen Elizabeth Provincial Park ligger 648 meter över havet. Den ligger vid sjön Cardinal Lake.
Terrängen runt Lac Cardinal Queen Elizabeth Provincial Park är platt. Runt Lac Cardinal Queen Elizabeth Provincial Park är det mycket glesbefolkat, med 2 invånare per kvadratkilometer.. Närmaste större samhälle är Grimshaw, 6,3 km sydost om Lac Cardinal Queen Elizabeth Provincial Park.
Trakten runt Lac Cardinal Queen Elizabeth Provincial Park består till största delen av jordbruksmark.